# 困難な問題を抱える女性への支援に関する法律
困難な問題を抱える女性への支援に関する法律 （こんなんなもんだいをかかえるじょせいへのしえんにかんするほうりつ、令和4年5月25日法律第52号）は、貧困や家庭内暴力（DV）などに直面する女性の自立に向けて公的支援を強化することに関する日本の法律である。略称は困難な問題を抱える女性支援法、困難な問題を抱える女性への支援法、困難女性支援法。

前身の婦人補導院法は法務省矯正局成人矯正課が所管したが、本法の施行後は厚生労働省社会・援護局総務課に全面移管され、法務省は所管から外れた。なお売春防止法は引き続き法務省刑事局刑事課および人権擁護局調査救済課が主務官庁となるが、厚生労働省社会・援護局および内閣府男女共同参画局推進課と連携して執行にあたる。

## 概要
2020年に日本国内で感染拡大した新型コロナウイルス感染症がもたらした経済や生活への影響で、女性の貧困問題などの問題が悪化し、DV、虐待、性犯罪被害、女性の自殺、シングルマザーの失業などの問題が浮き彫りになった。一方、こうした女性への支援は1956年に制定された売春防止法が根拠になっており、同法は売春を行うおそれのある女性を「要保護女子」と規定して、婦人保護施設への入所などの保護を行うものであった。戦後間もない時代の価値観に基づき売春女性に対する威圧的、懲罰的な要素が強く、当事者に寄り添った支援が不十分と指摘されていた。また、売春は知的障害者らがだまされて行ったり、生活困窮が招くケースも多く、これらを一律に「犯罪者扱い」する売春防止法が、女性を追い詰め生活再建を妨げているとの批判は根強かった。さらに、家庭関係の破綻、DV被害、人身売買被害、ストーカー被害など、事業対象となる支援ニーズは売春以外に多様化していた。
こうした問題に対処するため、与野党の女性議員が中心となって新法の条文を議論。第208回国会で参議院に議員立法で提出され、参議院、衆議院いずれも全会一致で可決、成立した。
新法では、売春防止法から女性の補導処分や保護更生に関する売春防止法の規定を削除し、さまざまな事情で問題を抱える女性を支援対象として明記した。対象は「性的な被害、家庭の状況、地域社会との関係性などにより困難な問題を抱えた女性」と定め、国が支援に関する基本方針を示し、それに基づき都道府県が計画を策定することを義務付けた。都道府県は包括的な援助に当たる「女性相談支援センター」の設置が義務付けられた。
都道府県が作成する施策実施計画については、市町村にも推進する努力義務が定められた。地方自治体には、民間団体と協働した「困難を抱える女性」の発見や相談などの支援、民間団体への補助が規定された。
この法律に基づく国の基本方針は、2022年11月に厚生労働省の有識者会議が初開催されて審議が始まり、パブリックコメントなどを経て、2023年3月29日に審議を終了、同日告示された。法律の支援対象は「年齢、障害の有無、国籍等を問わない」と明記し、在留資格の有無で制限をかけたり、子どもや高齢者、障害者の女性を一律に支援対象から外さないようにした。厚生労働省は同年4月1日、社会・援護局総務課に「女性支援室」を設置。法律の2024年の施行に向けて準備を進めた。

## 基本理念
1. 女性の福祉
2. 男女平等[注 1]
3. 人権の尊重や擁護

「罰する」のではなく「寄り添って支える」姿勢のきめ細やかな支援を柱としている。さらに、行政支援のみでは手が届かない立場の女性が生じることを想定して、他の関係機関、民間団体との連携・協働により適切な支援へ繋げていくよう進める。
独身者、既婚者、大人、若者問わず、困難を抱える女性を誰でも対象としている。

## 改称
本法律制定にあたり、以下の名称が変更された。
- 各都道府県の婦人相談所→女性相談支援センター
- 都道府県知事や市長が委嘱していた婦人相談員→女性相談支援員
- 都道府県や社会福祉法人などが設置していた婦人保護施設→女性自立支援施設

## 構成
- 第1章 総則（第1条 - 第6条）
- 第2章 基本方針及び都道府県基本計画等（第7条 - 第8条）
- 第3章 女性相談支援センターによる支援等（第9条 - 第15条）
- 第4章 雑則（第16条 - 第22条）
- 第5章 罰則（第23条）
- 附則

## 反応
2023年1月30日、参議院議員会館において障害者女性やセックスワーカー女性などが「困難女性支援法のよりよい運用を願うつどい」を開き、本法の基本方針案に職業差別の対策や高齢者女性・性的少数者の視点が欠けていると指摘した。参加した団体はDPI女性障害者ネットワーク、Transgender Japan、アジア女性資料センター、Rainbow Japan、わくわくシニアシングルズ、SWASH、メノコモシモシ、岩手レインボーネットワーク、Siente、ダルク女性ホーム大阪。
右派系のジャーナリストの有本香は、有識者会議の構成員の人選が不透明であると主張し、有識者会議のメンバーの見直しを求めた。